# Modrolotka kozia
Modrolotka kozia (Cyanoramphus cookii) – gatunek średniej wielkości ptaka z rodziny papug wschodnich (Psittaculidae). Występuje endemicznie na Wyspie Norfolk należącej do Australii. Monotypowy.
Przez niektórych autorów modrolotka kozia traktowana jest jako podgatunek modrolotki czerwonoczelnej (Cyanoramphus novaezelandiae) z Nowej Zelandii.
Długość ciała: około 30 cm, masa ciała: około 100 g.
Naturalnym środowiskiem modrolotki koziej są wilgotne subtropikalne lub tropikalne nizinne lasy i plantacje. Wskutek utraty środowiska naturalnego gatunek jest zagrożony wyginięciem.
Populacja tego ptaka zmniejszyła się w 1994 roku do zaledwie 4 dorosłych samic i 28–33 samców, ale dzięki podjętym działaniom ochronnym liczebność wzrosła – w 2004 roku szacowano ją na 200–300, a w 2008 na 150–200 osobników. Późniejsze badania, których wyniki opublikowano w 2011 roku, sugerują jednak, że liczebność populacji znów spada, a przyczynia się do tego m.in. drapieżnictwo ze strony kotów. Obecnie cała populacja znajduje się w Norfolk Island National Park i otaczającej go strefie.